# سماق‌آبه
سماق‌آبه (به لاتین: Sumağava) یک منطقه مسکونی در جمهوری آذربایجان است که در شهرستان شابران واقع شده است.